# Liste der jüdischen Hohenpriester in herodianischer Zeit
Diese Liste führt die Jerusalemer Hohepriester seit dem Regierungsantritt Herodes’ des Großen 37 v. Chr. bis zur Zerstörung des Tempels durch Titus bei der Eroberung von Jerusalem im Jahre 70 n. Chr. auf.
Flavius Josephus berichtet in seinem Werk Jüdische Altertümer (Kap. 20,250), dass von der Zeit Herodes’ bis zu dem Tag, als Titus den Tempel zerstörte, 28 Hohepriester eingesetzt waren, deren Amtszeit in der Summe 107 Jahre betrug. Mit Ausnahme von Aristobulos III., den Herodes im Amt ermorden ließ, kamen diese Hohenpriester nicht mehr aus dem von Herodes bekämpften Geschlecht der Hasmonäer.
| Eingesetzt von König Herodes:                       | Eingesetzt von König Herodes: | Eingesetzt von König Herodes:                                                                                                   |
| --------------------------------------------------- | ----------------------------- | --- |
| 37–35 v. Chr.                                       | Ananel                        | aus „Babylon“ (d. h. der in jüdischer Tradition „Babylonien“ genannten jüdischen Diaspora im Partherreich), vielleicht Zadokide |
| 35 v. Chr.                                          | Aristobulos III.              | Hasmonäer |
| ab 35–30? v. Chr.                                   | Ananel                        | (wiedereingesetzt) |
| um 30? bis zw. 24 u. 22 v. Chr.                     | Jesus ben Phiabi              | Haus Phiabi |
| um 24/22–5 v. Chr.                                  | Simon ben Boethos             | Haus Boethos |
| 5–4 v. Chr.                                         | Matthias ben Theophilos       | Haus Boethos? |
| ab 4 v. Chr.                                        | Joasar ben Boethos            | Haus Boethos |
|                                                     |                               | |
| Eingesetzt von Ethnarch Herodes Archelaos:          |                               | |
| 4 v. Chr.                                           | Eleasar ben Boethos           | Haus Boethos |
| 4–6? n. Chr.                                        | Jesus ben See                 | Haus Boethos? |
| 6? n. Chr.                                          | Joasar ben Boethos            | (wiedereingesetzt) |
|                                                     |                               | |
| Eingesetzt von Legat Publius Sulpicius Quirinius:   |                               | |
| 6–15                                                | Ananus ben Seth (= Hannas)    | Haus Hannas |
|                                                     |                               | |
| Eingesetzt von Präfekt Valerius Gratus:             |                               | |
| 15–16 (?)                                           | Ismael ben Phiabi             | Haus Phiabi |
| 16–17 (?)                                           | Eleasar ben Hannas            | Haus Hannas |
| 17–18                                               | Simon ben Kamithos            | Haus Kamithos |
| 18–36/37                                            | Joseph Kajaphas               | Haus Hannas |
|                                                     |                               | |
| Eingesetzt von Legat Lucius Vitellius:              |                               | |
| 36 oder 37                                          | Jonathan ben Hannas           | Haus Hannas |
| 37–41                                               | Theophilos ben Hannas         | Haus Hannas |
|                                                     |                               | |
| Eingesetzt von König Herodes Agrippa I.:            |                               | |
| 41–42                                               | Simon Kantheras ben Boethos   | Haus Boethos |
| 42–43 (?)                                           | Matthias ben Hannas           | Haus Hannas |
| 43? bis 45                                          | Elionaios ben Kantheras       | Haus Boethos |
|                                                     |                               | |
| Eingesetzt von Herodes von Chalkis:                 |                               | |
| 45–48                                               | Joseph ben Kami               | Haus Kamithos |
| 48–59                                               | Ananias ben Nedebaios         | |
|                                                     |                               | |
| Eingesetzt von König Herodes Agrippa II.:           |                               | |
| 59–61                                               | Ismael ben Phiabi             | Haus Phiabi |
| 61–62                                               | Joseph Kabi ben Simon         | Haus Kamithos |
| 62                                                  | Ananus ben Ananus             | Haus Hannas |
| 62–63 (?)                                           | Jesus ben Damneus             | |
| 63–64                                               | Joshua ben Gamla              | Haus Hannas, mglw. ⚭ Haus Boethos?                                                                                              |
| 64–66?                                              | Matthias ben Theophilos       | Haus Hannas |
|                                                     |                               | |
| Eingesetzt von den aufständischen Juden Jerusalems: |                               | |
| 68?                                                 | Phanni                        | |

## Quelle
- James C. VanderKam: From Joshua to Caiaphas. High Priests after the Exile. Fortress Press, Minneapolis 2004, ISBN 0-8006-2617-6, S. 394–490: Kapitel 5. The High Priests in the Herodian Age (37 BCE to 70 CE).